# Kamel Idir
Pour les articles homonymes, voir Idir (homonymie).
Kamel Idir (arabe : كمال إيدير), également orthographié Kamel Iddir, né le 6 septembre 1952 à Tunis, est un handballeur, pharmacien et homme politique tunisien.
Docteur en pharmacie, il enseigne la pharmacie galénique à la faculté de pharmacie de Monastir. Il est aussi inspecteur général de la santé et directeur général de la pharmacie et du médicament. Il préside par ailleurs le club omnisports tunisois du Club africain de novembre 2005 à juin 2010.

## Carrière sportive
Natif de Tunis, Kamel Idir a été un joueur et le capitaine de la section de handball du Club africain. Il a également été un international évoluant au sein de l'équipe de Tunisie dans les années 1970, remportant avec elle le championnat d'Afrique des nations en 1974.
Entré à la direction du club, il passe sept ans au sein du bureau directeur avec Farid Abbes et Chérif Bellamine, dont un an comme responsable du centre des jeunes et trois comme premier vice-président.
Lorsque Bellamine démissionne, à la suite des échecs successifs de la section de football qui s'exprime par l'absence de titre (dernier championnat remporté en 1996 et dernière coupe remportée en 2000), il assure l'intérim du 26 novembre 2005 au 23 juin 2010, date de l'assemblée générale élective. Par la suite, il est réélu pour deux mandats de deux années dont le dernier se termine en 2010. Sous sa présidence, l'équipe de football réussit à remporter notamment le championnat 2007-2008, douze ans après la dernière victoire en 1996 et la Coupe nord-africaine des clubs champions en 2008.
Par ailleurs, il a présidé le comité organisateur du championnat du monde de handball 2005 tenu en Tunisie.
Entre le 17 août 2024 et le 25 janvier 2025, il est président du comité de normalisation mis en place par la FIFA pour gérer les affaires de la Fédération tunisienne de football,. Après la fin de son mandat, la FIFA lui adresse, ainsi qu'aux membres du comité de normalisation, une lettre de remerciement pour le travail réalisé.

## Carrière professionnelle
Kamel Idir, titulaire d'un doctorat de la faculté de pharmacie de Grenoble, il enseigne la pharmacie galénique à la faculté de pharmacie de Monastir et occupe les postes d'inspecteur général de la santé publique et de directeur général de la pharmacie et du médicament au ministère de la Santé, ainsi que d'expert à l'Organisation mondiale de la santé et de membre permanent de la commission nationale des médicaments.
Par ailleurs, il participe à la publication de plusieurs ouvrages, dont notamment le Formulaire thérapeutique tunisien (première et deuxième éditions) et le Guide des médicaments, et donne plus d'une centaine de conférences.
Il a reçu le prix de la pharmacie francophone 2010 remis par l'Académie française de pharmacie,.

## Carrière politique
La carrière politique d'Idir a été marquée par sa vice-présidence de la municipalité de Tunis, entre 1995 et 2005. Il a aussi été membre du comité central du Rassemblement constitutionnel démocratique, le parti au pouvoir sous la présidence de Ben Ali, à partir de 1998.
En 2018, il est tête de liste de Nidaa Tounes à Tunis pour les élections municipales,. À la suite des dites élections, il est élu membre du Conseil municipal de Tunis. Le 27 février 2019, il est nommé à la tête de la commission de préparation du congrès électoral du parti Tahya Tounes.